# Estación de Saint-Placide
Saint-Placide (en español: San Plácido) es una estación de la línea 4 del metro de París situada en el distrito VI, al sur de la ciudad. 

## Historia
La estación fue inaugurada el 9 de enero de 1910. Inicialmente se llamó Vaugirard, ya que se sitúa cerca de la calle de Vaugirard, sin embargo la larga calle de Vaugirard ya contaba con una estación con su nombre ubicada en la línea A, la actual línea 12, por lo que se optó por rebautizar la estación de la línea 4 con su actual nombre. 
Situada en la calle Saint-Placide, debe su nombre a San Plácido, discípulo de San Benito.

## Descripción
Se compone de dos andenes laterales de 90 metros de longitud y de dos vías. 
Está diseñada en bóveda elíptica revestida completamente de los clásicos azulejos blancos biselados.
Su iluminación ha sido renovada empleando el modelo vagues (olas) con estructuras casi adheridas a la bóveda que sobrevuelan ambos andenes proyectando la luz en varias direcciones.
La señalización por su parte usa la moderna tipografía Parisine donde el nombre de la estación aparece en letras blancas sobre un panel metálico de color azul.
Por último, los asientos de la estación son celestes, individualizados y de tipo Motte.

## Accesos
La estación dispone de un único acceso situado en la calle de Rennes.